# Кордиківка
Кордиківка або Кордівка — ліва притока Стрижня, що протікає територією Чернігівської міськради Чернігівської області України

## Географія
Довжина — 1,8 км.
Річка протікає територією міського лісопарку Кордівка. Річка зазнала значного антропогенного впливу. Річище дуже заросле прибережно-водною рослинністю, розділене на кілька ставків. Пересихає.
Між вулицями Блакитного і Грінченка розташовані очисні споруди дощового стоку. Очищений стік випускається в одне з озер старого русла річки і далі в Десну.
На березі річки (нині ставка) розташовані пам'ятки археології поселення «Кордівка» (5—1 тис. до н. е., XI—XIII століття) — в районі вулиць 1-а і 2-а Кордівка — і поселення «Міськсад» (2 тис. до н. е., XI—XIII століття, XVII—XVIII століття).